# شورش کردها در طول جنگ جهانی اول
در طول جنگ جهانی اول، چندین شورش توسط کردها در داخل امپراتوری عثمانی رخ داد.
پیش از این شورش‌ها ظهور ناسیونالیسم کرد اولیه و شورش کردها در بیتلیس در سال ۱۹۰۷ و اوایل ۱۹۱۴ رخ داد. هدف اصلی جنگ کردها ایجاد یک دولت مستقل کردی بود، هدفی که بریتانیا و روسیه برای تحریک مقاومت کردها وعده تحقق آن را دادند. دلایل دیگر مقاومت عبارتنداز ترس از اینکه آنها به سرنوشت ارامنه دچار شوند، میل به خودمختاری بیشتر و به گفته منابع عثمانی «راهزنی».
اولین شورش کردها در اوت ۱۹۱۴ قبل از ورود عثمانی به جنگ جهانی اول آغاز شد. از سال ۱۹۱۵ تا ۱۹۱۶، شورش‌های بیشتر کردها در بوتان، درسیم و جنوب کیگی رخ داد. در سال ۱۹۱۷ شاهد دو موج دیگر شورش در تابستان و اوت بود که دومی از حمایت نظامی روسیه برخوردار شد. علاوه بر مخالفت مستقیم نظامی، غیرنظامیان کرد نیز با کمک به پیشروی نیروهای روسی، مخفی کردن یا پذیرش پناهندگان ارمنی در طول نسل‌کشی و مقاومت در برابر پیش‌نویس‌های نظامی عثمانی، در مقاومت منفعل شرکت کردند. اندکی قبل از آتش‌بس مودروس در اکتبر ۱۹۱۸، محمود برزنجی از امپراتوری عثمانی جدا شد و یک دولت شبه مستقل کردی را تحت نظارت بریتانیا تأسیس کرد.
وعده‌های بریتانیا در زمان جنگ مبنی بر یک کردستان مستقل در معاهده سور (۱۹۲۰) گنجانده شد که مقدار کمی از قلمرو را به یک کشور کردی برنامه‌ریزی شده اختصاص داد، اما با پیروزی ناسیونالیست ترکیه در جنگ استقلال ترکیه و متعاقب آن، این طرح‌ها کنار گذاشته شد. معاهده لوزان (۱۹۲۳). شورش کردها در ترکیه پس از سال ۱۹۲۳ ادامه یافت و هنوزهم ادامه دارد.
چندین روستا توسط شورشیان کرد و مقامات عثمانی غارت، سوزانده یا ویران شد. در تلافی شورش‌ها، مقامات عثمانی جمعیت زیادی از کردها را تبعید کردند.

## زمینه
پیش از این شورش‌ها ظهور ناسیونالیسم کرد اولیه و شورش کُردها در بیتلیس در سال ۱۹۰۷ و اوایل ۱۹۱۴ رخ داد.

## اهداف کُردی
کردها امیدوار بودند که متفقین جنگ جهانی اول به آنها در ایجاد یک ملت کرد مستقل کمک کنند، اگر بخواهند علیه عثمانی بجنگند. در واقع، بریتانیا و روسیه قول دادند که از استقلال کردستان برای تشویق مقاومت حمایت کنند. با پیشرفت جنگ، پیشروی نیروهای روسی به داخل آناتولی شرقی با ایده «آزادی ارمنستان» به تدریج (برای مدتی) به یک «آزادی کردستان» ناگفته تبدیل شد. از دیگر دلایل مقاومت می‌توان به ترس از اینکه ارمنی‌ها به سرنوشتی مشابه دچار می‌شوند، و همچنین افزایش خودمختاری اشاره کرد.
برهان اوزکوک، افسر ستاد عثمانی، در سال ۱۹۳۲ می‌نویسد، مقاومت کردها را ناشی از تمایل به استقلال و همچنین راهزنی می‌داند.
مقاله‌ای در سال ۲۰۲۲ توسط اریهان تاش، آکادمیک ترک، ادعا می‌کند که مقاومت کردها (مخصوصاً شورش درسیم در سال ۱۹۱۶) ناشی از ناسیونالیسم یا تمایل به استقلال بوده است، زیرا این موارد توسط اسناد جنگی معاصر و بر اساس اظهارات نویسندگانی که در دهه‌های بعد نوشته‌اند، پشتیبانی نمی‌شوند.

## جدول زمانی

### شورش اولیه (۱۹۱۴)
اولین شورش کردها در طول جنگ جهانی اول قبل از ورود عثمانی‌ها به جنگ جهانی اول اتفاق افتاد. در اوت ۱۹۱۴، برادرزاده شهردار درسیم توسط یکی از اعضای قبیله فرهاتوشاگی کشته شد و در پاسخ به انتقام‌جویی‌های عثمانی، قبیله فرهاتوشاگی شورش کردند. قبایل کارابالی، عباس سفلی، عباسوشاگی و کوچوشاگی به فرهاتوشاگی پیوستند. قتل رئیس قبیله فرهاتوشاگی به شورش پایان داد.

### قیام در بوتان (۱۹۱۵–۱۹۱۶)
در بهار ۱۹۱۵ شورش کردها در بوتان آغاز شد. این شورش، نیروهای عثمانی را به کلی بیرون راند و در نتیجه، مردم محلی بیش از یک سال بر منطقه حکومت کردند.

### قیام درسیم، تبعیدهای عثمانی (۱۹۱۶)
قیام درسیم ۱۹۱۶ قیام کردهای علوی به رهبری علی آقا در منطقه درسیم بود. دلایل آن در ترس کردها از این بود که به سرنوشتی مشابه ارامنه دچار شوند، و همچنین میل به حذف کنترل دولتی در درسیم. این شورش توسط فرستادگان روس تشویق شد که به سران محلی قول داده بودند که درسیم پس از اشغال روسیه استقلال یابد.
قیام در اوایل مارس ۱۹۱۶ آغاز شد شورشیان کرد شهرهای ناظمیه، مازغت، پرتک و چارسندجک را اشغال و ویران کردند، و سپس به سمت محل اقامت فرماندار استان (ولی)، مامورتولازیز (الازیغ امروزی) حرکت کردند. با پیشروی کردها سلاح‌های زیادی از سربازان ترکیه گرفتند. مقامات ترک در مزره و هارپوت از شورش کردها به شدت احساس خطر می‌کردند، زیرا روس‌ها در آن زمان منطقه بین ارزروم و ارزنجان را که از شمال به درسیم همجوار بود، اشغال کردند. ارتش عثمانی احتمالاً قادر به مقاومت در برابر پیشروی هماهنگ کردها و روسیه در هارپوت نخواهد بود، که باعث می‌شود جمعیت مسلمان آن شهرک برای فرار آماده شوند.
در پاسخ به شورش کردها، مقامات عثمانی عملیاتی‌را برای پاکسازی درسیم از شورشیان کرد در ۱ آوریل آغاز کردند. در این عملیات لشکر ۱۳ عثمانی به رهبری گالاتالی شوکت بیگ شرکت داشت. این لشکر شامل گروهی از سپاهیان به رهبری حسن خیری بیگ و نیز کردهای شافعی بود. در روز بعد از شروع عملیات، شورشیان کرد ضدحمله ناموفقی را به پرتک آغاز کردند. شورشیان کرد در کایاجی، مازگرت (۱۳ آوریل) و شیمالی غربی (۱۶ آوریل) شکست خوردند. در ۱۶ آوریل، شورشیان به منطقه‌ای بین ناظمیه و نهر اوهی کاهش یافتند. در ۱۸ آوریل، پس از شکست ۵۰۰ شورشی در منطقه، نیروهای عثمانی کواک تپه و روستاهای اطراف را غارت کردند. روز بعد روستای لمیت را به آتش کشیدند. با پیشروی نیروهای عثمانی، آنها در شیهین، کوپیک (۲۲ آوریل)، تپه گوکریک، سینوارتاشی (۲۳ آوریل)، و تپه زلبابا (۲۸ آوریل) با کردها درگیر شدند.
در ۲ می، شورشیان کرد تسلیم شدند. عملیات با شکست شورشیان که تلفات سنگینی متحمل شده بودند به پایان رسید. با در نظر گرفتن اوضاع تحت کنترل عثمانی، آمادگی غیرنظامیان مسلمان هارپوت برای فرار منسوخ شده بود. پس‌از شکست قیام، کل جمعیت قبایل مسئول از درسیم تبعید شدند.

### تهدید عقبه عثمانی توسط کُردها (۱۹۱۶)

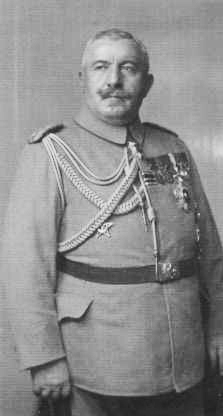
احمد عزت پاشا، سال ۱۹۱۳

در اواخر سال ۱۹۱۶، عثمانی‌ها شکست‌های سختی را از روس‌ها متحمل شدند و شکست شدیدی را در بینگول متحمل شدند. این امر باعث شد کردها بار دیگر علیه مقامات عثمانی قیام کنند. کاروان‌های عثمانی در درسیم مورد حمله قرار گرفتند و واحدهای منزوی سلاخی شدند. از سپتامبر تا اکتبر ۱۹۱۶، تلاش‌های شورشیان کُرد، وضعیت عقب‌نشینی عثمانی در جنوب کیگی را به وضعیت ناامنی و بی‌نظمی تبدیل کرد.
در ماه اکتبر، شورش کردها در کنار عوامل دیگر، ژنرال عثمانی احمد عزت پاشا را به عقب‌نشینی نیروها از جبهه سوق داد که سپس شورش‌را سرکوب کردند.

### قیام در بوتان، درسیم و خارپوت (تابستان ۱۹۱۷)
در تابستان ۱۹۱۷ شورش کردها در بوتان، درسیم و خارپوت رخ داد.

### قیام در ماردین، دیاربکر، بیتلیس، دخالت روسیه (اوت ۱۹۱۷)
در اوایل اوت ۱۹۱۷، شورش کردها در ماردین و دیاربکر و سپس بیتلیس به وقوع پیوست. در حالی که سایر قیام‌های کُردی هیچ حمایت نظامی از سوی متفقین جنگ جهانی اول دریافت نکردند، قیام‌های اوت ۱۹۱۷ از حمایت محدود روسیه برخوردار شدند.

### تأسیس یک دولت کُردی توسط محمود برزنجی (۱۹۱۸)
با فروپاشی امپراتوری عثمانی در اکتبر ۱۹۱۸، محمود برزنجی به دنبال جدا شدن از عثمانی و ایجاد یک کردستان جنوبی خودمختار تحت نظارت بریتانیا بود. وی توسط شورایی از سرشناسان کُرد در منطقه سلیمانیه به عنوان رئیس دولت انتخاب شد و به محض تصرف کرکوک توسط انگلیسی‌ها (۲۵ اکتبر ۱۹۱۸) او نیروهای عثمانی حاضر در منطقه خود را به اسارت گرفت و پایان حکومت عثمانی را اعلام کرد. سایر مناطق کردنشین مانند رانیا و کویزنجاق نیز از این روند پیروی کردند. این امر منجر به ایجاد یک دولت شبه مستقل کردی شد که تا زمانی که بریتانیا در ژوئن ۱۹۱۹ پس از یک شورش منحل شد، ادامه یافت.

## مقاومت منفعل

### حمایت غیرنظامیان کُرد از نیروهای روسیه
در ۲ اوت ۱۹۱۶، ارتش دوم عثمانی به رهبری احمد عزت پاشا حمله‌ای را برای بازپس‌گیری ملازگیرت از روسیه آغاز کرد. روسیه با عجله واحدهای کوهستانی مجرب برای توقف حملات عثمانی پاسخ داد. غیرنظامیان کُرد دشمن امپراتوری عثمانی به نیروهای روسیه کمک کردند تا مسیرهای ناشناخته‌ای را در میان کوه‌ها پیدا کنند. حمله عثمانی در اوایل سپتامبر متوقف شد و در ۲۶ سپتامبر ۱۹۱۶ به پایان رسید

### مخالفان غیرنظامی کُرد با نسل‌کشی ارامنه
در جریان نسل‌کشی ارامنه، برخی از غیرنظامیان کُرد، پناهندگان ارمنی را مخفی کردند یا به فرزندی پذیرفتند.

### مقاومت کُردها در برابر استخدام عثمانی
اگرچه ده‌ها هزار کُرد در طول جنگ جهانی اول برای ارتش عثمانی خدمت می‌کردند، تلاش‌ها برای استخدام همیشه موفقیت‌آمیز نبودند. در دیاربکر و بیتلیس، تنها بخش کوچکی از قبایل کُرد عضو حمیدیه بودند، در حالی‌که، برای مثال، در درسیم، همه از پیوستن خودداری کردند. فقدان شور و شوق نظامی معمولاً در میان کردها در ارتش عثمانی مشاهده می‌شد و نیروهای کرد غالباً نسبت به دستورات و اجتناب از مسئولیت خود اهانت می‌کردند. رهبری عثمانی اغلب به کردها بی‌اعتماد بود و عمداً آنها را با مقدار ناکافی تسلیحات و مهمات قدیمی مجهز می‌کرد. فرار کُردها از ارتش امپراتوری عثمانی امری رایج بود و تا پایان جنگ تقریباً هیچ سرباز کُردی در ارتش عثمانی باقی نماند.

## تلفات

### نظامی
برهان اوزکوک، افسر ستاد عثمانی، در سال ۱۹۳۲ می‌نویسد که شورشیان کرد در نبردی در ۲۸ آوریل ۱۹۱۶، ۳۰۰ کشته و ۲۰۰ اسیر در جریان شورش درسیم متحمل شدند. او همچنین به کشته شدن ۱۰۰ سرباز کُرد در ۱ تا ۲ مه اشاره می‌کند. او آماری از کل شورش درسیم در سال ۱۹۱۶ ارائه نمی‌کند، و همچنین آماری از تلفات عثمانی ارائه نمی‌دهد. یاکوپ کایا می‌نویسد که نیروهای کُرد در جریان شورش درسیم در سال ۱۹۱۶ تلفات سنگینی متحمل شده بودند.

### غیرنظامی
در جریان شورش درسیم در سال ۱۹۱۶، شورشیان کرد روستاهای ناظمیه، مازغت، پرتک و چارسندجک را ویران کردند. نیروهای عثمانی با غارت کاوکتپه و روستاهای اطراف به شورش پاسخ دادند. روستای لمیت را نیز به آتش کشیدند.
در پاسخ به شورش‌های کرد، مقامات عثمانی اقدام به تبعید غیرنظامیان کُرد کردند. اکثر منابع حاکی از آن است که در طول جنگ جهانی اول حدود ۷۰۰٬۰۰۰ کرد تبعید شدند، اگرچه آمار موثقی وجود ندارد. صفراستیان (۱۹۴۵) تخمین می‌زند که نیمی از این کردهای تبعید شده مرده‌اند. اونگور (۲۰۰۹) می‌نویسد که «برای محاسبه دقیق تعداد اخراج شده به مطالعه جداگانه ای نیاز است».

## عواقب

### امتیاز گرفتن کُردها (۱۹۱۹–۱۹۲۰)

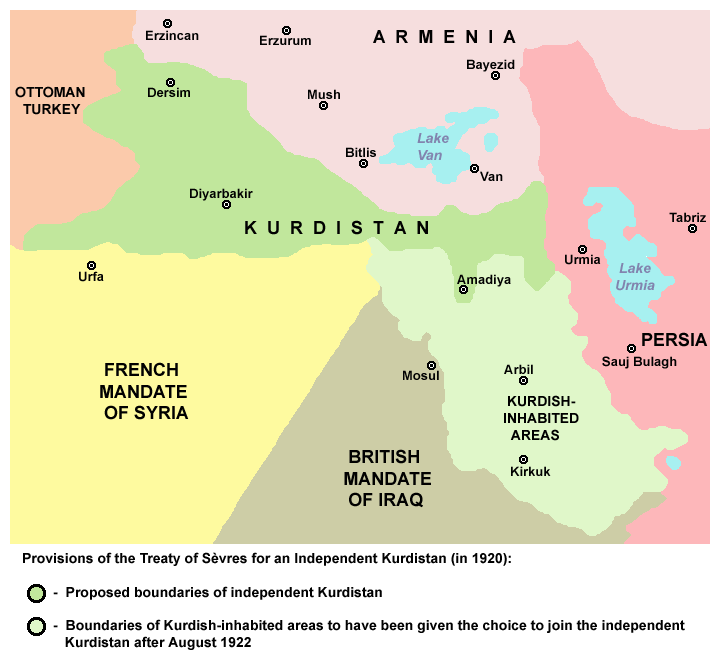
مفاد معاهده سور برای کردستان مستقل (در ۱۹۲۰).

کُردها ادعای استقلال خود را به کنفرانس صلح پاریس در سال ۱۹۱۹ ارائه کردند طبق معاهده سور، اقلیم کردستان، از جمله استان موصل، قرار بود برای تصمیم‌گیری دربارهٔ سرنوشت خود همه‌پرسی برگزار کند.

به دلیل نابرابری مناطق کُردنشین و مرزهای سیاسی و اداری منطقه، هیچ توافق کلی میان کُردها در مورد اینکه مرزهای کردستان باید چگونه باشد، وجود نداشت. طرح کلی کردستان به عنوان یک موجودیت در سال ۱۹۱۹ توسط شریف پاشا، که نماینده انجمن اعتلای کردستان (Kürdistan Teali Cemiyeti) در کنفرانس صلح پاریس بود، پیشنهاد شده بود. وی مرزهای منطقه‌را اینگونه تعریف کرد:
مرزهای کردستان ترکیه، از نظر قوم‌نگاری، از شمال در زیون، در مرز قفقاز آغاز می‌شود و به سمت غرب تا ارزروم، ارزنجان، کمه، آراپگیر، بسنی و دیویک (دیوریک؟) ادامه می‌یابد. در جنوب آنها خط حران، کوه‌های سنجار، تل اسفار، اربیل، سلیمانیه، عک المان، سین را دنبال می‌کنند. در مشرق راوندیز، باشکله، وزیرکله، یعنی مرز ایران تا کوه آرارات.
این امر باعث ایجاد اختلاف در میان سایر ملی‌گرایانُ کرد شد، زیرا منطقه وان را مستثنی کرد (احتمالاً به عنوان عاملی برای ادعاهای ارامنه در آن منطقه). امین علی بدرخان نقشه جایگزینی را پیشنهاد کرد که شامل وان و یک خروجی به دریا از طریق استان هاتای کنونی ترکیه است. در میان اعلامیه مشترک هیئت‌های کُرد و ارمنی، ادعاهای کُردها در مورد ولایت ارزروم و ساسون کنار گذاشته شد، اما استدلال برای حاکمیت بر آغری و موش باقی ماند.
هیچ‌یک از این پیشنهادها توسط معاهده سور تأیید نشد، که در آن یک کردستان کوتاه شده در قلمرو کنونی ترکیه (با کنار گذاشتن کردهای ایران، عراق تحت کنترل بریتانیا و سوریه تحت کنترل فرانسه) مشخص شده بود.

### شورش کوچگیری (۱۹۲۱)
جنگ استقلال ترکیه (۱۹ مه ۱۹۱۹–۲۴ ژوئیه ۱۹۲۳) بین جنبش ملی ترکیه و قدرت‌های متفقین - یعنی یونان در غرب، ارمنستان در شرق، فرانسه در جنوب، سلطنت طلبان و جدایی طلبان در شهرهای مختلف، درگرفت. و بریتانیا و ایتالیا در قسطنطنیه (استانبول کنونی) - پس از اشغال و تقسیم بخش‌هایی از امپراتوری عثمانی در پی شکست عثمانی‌ها در جنگ جهانی اول.
در جریان این جنگ، شورشیان کُرد در شورش کوچگیری علیه دولت آنکارا جنگیدند. پس از امضای معاهده سور، کُردها احساس اعتماد بیشتری کردند که می‌توانند حداقل به نوعی حکومت خودمختار برای خود دست یابند. عبدالقادر عبیدالله، پسر شیخ عبیدالله و رئیس SAK, از ایده خودمختاری کردها در ترکیه حمایت کرد. اما نوری درسیمی و مصطفی پاشا بیش از خودمختاری خواستار ایجاد کردستان مستقل بر اساس ماده ۶۴ این معاهده بودند. مصطفی کمال وقایع منطقه درسیم را پیگیری کرد و چون متوجه شد برخی از کُردها در راستای چهارده نکته اعلام شده توسط رئیس‌جمهور آمریکا وودرو ویلسون به دنبال خودمختاری هستند، پاسخ داد که طرح ویلسون برای مردم بی‌ارزش است. مردم استان‌های شرقی و آنها باید از جنبش ملی‌گرای ترک او پیروی کنند. شورش در منطقه بسیار مبارز کوچگیری در شرق استان سیواس امروزی در فوریه ۱۹۲۱ آغاز شد. شورشیان در ۱۷ ژوئن ۱۹۲۱ سرکوب شدند.

### امتیازات رها شده (۱۹۲۳)

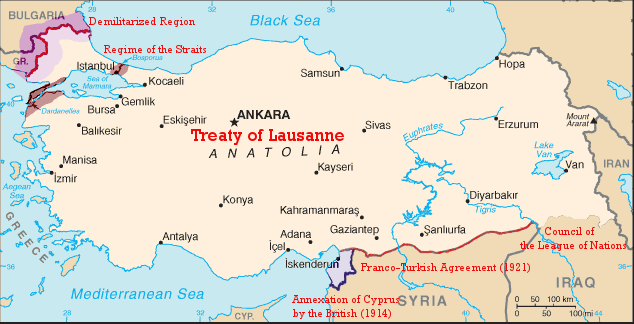
مرزهای ترکیه توسط معاهده لوزان تعیین شده است.

پس‌از پیروزی‌های ملی‌گرایان ترک در جبهه‌های ترکیه-ارمنستان، فرانسه-ترکیه و یونان-ترک (که اغلب به ترتیب به عنوان جبهه شرقی، جبهه جنوبی و جبهه غربی در جنگ استقلال ترکیه شناخته می‌شود)، معاهده سور منعقد شد. رها شد و معاهدات جدیدی امضا شد. معاهده لوزان (۱۹۲۳) نامی از کُردها نداشت.

### پس‌از لوزان (۱۹۲۳-اکنون)
شورش کردها در ترکیه پس‌از معاهده لوزان ادامه یافت. در دهه‌های ۱۹۲۰ و ۱۹۳۰، شورش بیت‌سباب (۱۹۲۴)، شورش شیخ سعید (۱۹۲۵)، شورش آرارات (۱۹۲۷–۱۹۳۰)، و شورش درسیم (۱۹۳۷–۱۹۳۸) وجود داشت. مرحله کنونی درگیری کردها و ترکیه در سال ۱۹۷۸ آغاز شد.